# Ipomoea tenera
Ipomoea tenera är en vindeväxtart som beskrevs av Carl Daniel Friedrich Meisner. Ipomoea tenera ingår i släktet praktvindor, och familjen vindeväxter. Inga underarter finns listade i Catalogue of Life.